# Море Рісер-Ларсена
Мо́ре Рі́сер-Ла́рсена (англ. Riiser-Larsen Sea) — окраїнне море Південного океану біля берегів Землі Королеви Мод (Східна Антарктида). Тягнеться від берегів Антарктиди до 65° південної широти. На заході вздовж меридіану 14° східної довготи межує з морем Лазарева, на сході по банці Гуннерус — з морем Космонавтів. Площа 1 138,3 тис. км². На більшій частині моря глибини перевищують 3 000 м. Майже весь рік вкрито дрейфуючими крижинами. Багато айсбергів. Перші відомості про море одержані російською експедицією Ф. Ф. Беллінсгаузена (1819—1820). Найбільший внесок у вивчення цього моря внесла радянська антарктична експедиція, учасники якої виділили цю частину Південного океану в самостійне море (1962).
Назване на честь норвезького дослідника Антарктики Ялмара Рісер-Ларсена.

## Клімат
Прилегла до узбережжя Антарктиди акваторія моря лежить в антарктичному кліматичному поясі, відкриті північні частини моря — в субантарктичному. Над південною акваторією моря цілий рік переважає полярна повітряна маса. Сильні катабатичні вітри. Льодовий покрив цілорічний. Низькі температури повітря цілий рік. Атмосферних опадів випадає недостатньо. Літо холодне, зима порівняно м'яка. Над північною відкритою частиною моря взимку дмуть вітри з континенту, що висушують і заморожують усе навкруги; влітку морські прохолодні західні вітри розганяють морську кригу, погіршують погоду.

## Біологія
Акваторія моря відноситься до морського екорегіону Східна Антарктика — Земля Королеви Мод південноокеанічної зоогеографічної провінції. У зоогеографічному відношенні донна фауна континентального шельфу й острівних мілин до глибини 200 м відноситься до антарктичної циркумполярної області антарктичної зони.